# Samson (film fra 1914)
 For alternative betydninger, se Samson (flertydig). (Se også artikler, som begynder med Samson)
Samson er en amerikansk stumfilm fra 1914 af J. Farrell MacDonald.

## Medvirkende
- J. Warren Kerrigan som Samson.
- George Periolat som Manoah.
- Lule Warrenton.
- Kathleen Kerrigan som Delilah.
- Edith Bostwick som Zorah.